# Wolfenstein II: The New Colossus
Wolfenstein II: The New Colossus é um jogo eletrônico de tiro em primeira pessoa desenvolvido pela MachineGames e publicado pela Bethesda Softworks. Foi lançado para Microsoft Windows, PlayStation 4 e Xbox One em outubro de 2017, com uma versão para Nintendo Switch estreando em junho de 2018. É o oitavo título principal da série Wolfenstein e uma sequência direta de Wolfenstein: The New Order de 2014, se passando nos Estados Unidos durante a década de 1960 em uma história alternativa em que a Alemanha Nazista venceu a Segunda Guerra Mundial. A narrativa segue o soldado norte-americano B.J. Blazkowicz e seus aliados enquanto lutam para combater e derrubar o regime nazista que tomou seu país natal.
A história é organizada em capítulos, que os jogadores completam para progredir. Uma escolha no prólogo altera o enredo inteiro do jogo; alguns caracteres e pequenos pontos de plotagem são substituídos em todas as linhas do tempo. O jogo apresenta uma variedade de armas, a maioria das quais podem ter empunhadura dupla. Um sistema de cobertura também está presente. Continuando com o New Order, a equipe de desenvolvimento teve como objetivo caracterizar Blazkowicz para os jogadores adotarem sua personalidade.
Wolfenstein II: The New Colossus foi lançado com uma resposta crítica positiva. Um elogio especial foi dirigido aos personagens, narrativa, mecânica de tiro, bem como a apresentação geral do jogo. O jogo foi indicado para vários prêmios de fim de ano, incluindo indicações ao 35º Annual Golden Joystick Awards e ao The Game Awards 2017, o último em que recebeu o prêmio de "Melhor Jogo de Ação".

## Jogabilidade
Wolfenstein II: The New Colossus é um jogo de tiro de ação e aventura executado a partir de uma perspectiva em primeira pessoa. Para progredir na história, os jogadores lutam contra inimigos ao longo dos níveis. O jogo utiliza um sistema de saúde no qual a saúde dos jogadores é dividida em seções separadas que se regeneram; se uma seção inteira for perdida, os jogadores devem usar um pacote de saúde para reabastecer a saúde perdida. Os jogadores usam ataques corpo a corpo, armas de fogo e explosivos para lutar contra inimigos e podem correr, pular e ocasionalmente nadar para navegar pelos locais. Ataques corpo-a-corpo podem ser usados para derrubar inimigos sem serem detectados. Alternativamente, os jogadores podem emboscar inimigos, o que muitas vezes resulta em um tiroteio intenso entre as duas partes. Comandantes inimigos podem pedir reforços várias vezes.
Um sistema de cobertura pode ser usado em combate como assistência contra inimigos. Os jogadores têm a capacidade de se apoiar, cobrir e ocultar, o que pode ser usado como uma vantagem tática durante tiroteios e níveis furtivos. Palafitas também estão disponíveis durante alguns segmentos de jogo para mais uma vantagem tática. O jogo oferece aos jogadores uma ampla variedade de opções de armas; eles podem ser encontrados no chão, recuperados de inimigos mortos ou removidos de sua posição estacionária e carregados. A munição de armas deve ser recuperada manualmente do solo ou de inimigos mortos. Os jogadores têm acesso a um inventário de armas, o que permite que eles carreguem tantas armas quanto encontrarem. Os jogadores têm a capacidade de misturar livremente armas para empunhar duas vezes, dando-lhes uma vantagem sobre os inimigos, causando o dobro de dano. Os jogadores também podem personalizar armas através do uso de atualizações. Escopos e supressores também podem ser ligados a armas.